# صحراء (رواية)
صحراء هي رواية كتبها الفرنسي الحائز على جائزة نوبل الكاتب جان ماري جوستاف لو كليزيو، والتي تعتبر واحدة من أهم رواياته التي أحدثت طفرة. فازت الرواية بجائزة بول موروند الكبرى منأكاديمية اللغة الفرنسية في عام 1980.

## مختصر القصة
هي عبارة عن اثنين من القصص المتشابكة:
- القصة الأقصر، والتي تبدأ وتنتهي في الكتاب تحدث تحديدا بين عامي 1910-1912 وتتحدث عن آخر انتفاضة لقبائل الصحراء ضد الحماية الفرنسية على المغرب، في الغالب كما لوحظ من قبل صبي صغير اسمه  نور.
- القصة الأطول هي قصة لالا، وتحدث في وقت غير معلوم، ولكن على ميا بدو بعد الحرب العالمية الثانية. وتصف حياتها في وقت مبكر في مدن الصفيح على حافة مدينة مغربية ساحلية غير مذكورة، وخاصة صداقتها مع الحراطين والذين يأتون من القبائل الصحراوية مثلها. تروي القصة الوقت الذي قضته في مرسيليا و عودتها في نهاية المطاف إلى مدينة الصفيح حيث تلد طفلا من الحراطين.

## روابط خارجية
- صحراء على موقع الموسوعة البريطانية (الإنجليزية)